# Megaselia prolongata
Megaselia prolongata är en tvåvingeart som beskrevs av Schmitz 1954. Megaselia prolongata ingår i släktet Megaselia och familjen puckelflugor. Arten har ej påträffats i Sverige. Inga underarter finns listade i Catalogue of Life.